# Hillman 11 hp
La 11 hp è un'autovettura prodotta dalla Hillman dal 1915 al 1916 e dal 1919 al 1926.
Aveva installato un motore a quattro cilindri in linea da 1,6 L di cilindrata. La trazione era posteriore e le sospensioni erano balestra semiellittica.